# خانه شیخ میرصالح رضوی
خانه شیخ میرصالح رضوی مربوط به اوایل دوره پهلوی است و در احمدآباد، تقاطع بلوار امام و خیابان آیت‌الله فکور، جنب مسجد علیا واقع شده و این اثر در تاریخ ۲ بهمن ۱۳۸۲ با شمارهٔ ثبت ۱۰۸۱۵ به‌عنوان یکی از آثار ملی ایران به ثبت رسیده‌است.